# Gene Simmons (альбом)
| Оценки критиков                  | Оценки критиков |
| Источник                         | Оценка          |
| -------------------------------- | --------------- |
| AllMusic                         | [ 1 ]           |
| Collector's Guide to Heavy Metal | 3/10            |
| Pitchfork                        | 5.0/10          |
| The Rolling Stone Album Guide    | [ 4 ]           |

Gene Simmons — сольный альбом 1978 года басиста и вокалиста американской хард-рок-группы Kiss Джина Симмонса, выпущенный 18 сентября 1978 года.

## Об альбоме
18 сентября 1978 года каждый из участников Kiss (Эйс Фрэйли, Пол Стэнли, Питер Крисс и Джин Симмонс) выпустил свой сольный альбом. Наибольшего успеха достигла эта пластинка: она поднялась на 22 место в американском чарте «Биллбоард», обогнав все остальные, и стала платиновой 2 октября 1978 года, когда был продан 1 млн её копий. Хотя в Kiss Джин являлся басистом, на сольном альбоме он играл на электрогитаре и на акустической гитаре, а бас-гитару передал Неилу Джейсону.
Бэк-вокалистка Кейти Сагал будет играть Пегги Банди в популярном сериале «Женаты… с детьми» (1987—1997).
Симмонс перезаписал песню «See You in Your Dreams», потому что ему не понравилось, как она была записана на альбоме Rock and Roll Over.

## Список композиций
Автор всех песен Джинн Симмонс, исключая отмеченные.
| №   | Название                          | Автор(ы)                               | Длительность |
| --- | --------------------------------- | -------------------------------------- | ------------ |
| 1.  | «Radioactive»                     |                                        | 3:50         |
| 2.  | «Burning Up with Fever»           |                                        | 4:19         |
| 3.  | «See You Tonite»                  |                                        | 2:30         |
| 4.  | «Tunnel of Love»                  |                                        | 3:49         |
| 5.  | «True Confessions»                |                                        | 3:30         |
| 6.  | «Living in Sin»                   | Джин Симмонс, Шон Дэлани, Ховард Маркс | 3:50         |
| 7.  | «Always Near You/Nowhere to Hide» |                                        | 4:12         |
| 8.  | «Man of 1,000 Faces»              |                                        | 3:16         |
| 9.  | «Mr. Make Believe»                |                                        | 4:00         |
| 10. | «See You in Your Dreams»          |                                        | 2:48         |
| 11. | «When You Wish upon a Star»       | Нэд Вашингтон, Ли Харлайн              | 2:44         |

## Участники записи
- Джин Симмонс — ритм-гитара и акустическая гитара, вокал, сопродюсер
- Нил Джейсон — бас-гитара
- Эллиот Рэндалл — соло-гитара
- Аллен Шварцберг — барабаны
- Шон Делани — перкуссия, сопродюсер
- Рон Франбитэйе — симфоническая аранжировка и дирижёр Нью-Йоркского и Лос-Анджелеского симфонических оркестров
- Гордон Гроди, Дива Грей, Кейти Сагал, Фрэнни Айзенберг, Каролин Рэй, Шон Дэлани — бэк-вокал
- Эрик Троер — фортепиано и вокал в «Radioactive» и «Living in Sin»
- Стив Лейси — ритм-гитара в «Radioactive»
- Джон Хауэлл Шейн — классическая гитара, в переходе между «Radioactive» и «Burning Up With Fever»
- Ричард Герштейн — фортепиано в «True Confessions» и «Always Near You/Nowhere to Hide»
- Джо Перри — соло-гитара в «Radioactive» и «Tunnel of Love»
- Боб Сигер — бэк-вокал в «Radioactive» и «Living in Sin»
- Рик Нильсен — соло-гитара в «See You In Your Dreams»
- Хелен Редди — бэк-вокал в «True Confessions»
- Джефф 'Скунс' Бакстер — дополнительная гитара в «Burning Up With Fever», «See You Tonite», «Tunnel of Love» и «Mr. Make Believe»
- Донна Саммер — бэк-вокал в «Burning Up With Fever»
- Янис Ян — бэк-вокал на вступлении к «Radioactive»
- Шер — говорила по телефону в «Living In Sin»
- Митч Вайссман и Джо Пекорино — бэк-вокал в «Mr. Make Believe», «See You Tonite» и «Always Near You/Nowhere to Hide»
- Майкл Дес Баррес и Кейти Сагал — бэк-вокал в «See You in Your Dreams»
- Риччи Рано — акустическая гитара в «Tunnel of Love»
- The Citrus College Singers — «True Confessions» и «Always Near You/Nowhere to Hide»

## Чарты
| Год  | Чарт    | Позиция |
| ---- | ------- | ------- |
| 1978 | США     | 22      |
| 1978 | Япония  | 24      |
| 1978 | Австрия | 32      |
| 1978 | Канада  | 21      |

| Год  | Сингл         | Чарт                       | Позиция |
| ---- | ------------- | -------------------------- | ------- |
| 1978 | «Radioactive» | Биллбоард (США)            | 47      |
| 1978 | «Radioactive» | Биллбоард (Канада)         | 66      |
| 1978 | «Radioactive» | Биллбоард (Великобритания) | 41      |

## Сертификации
| Сертификатор | Сертификация | Кол-во проданных копий |
| ------------ | ------------ | ---------------------- |
| RIAA (США)   | Платиновый   | 1,000,000              |